# Salacighia linderi
Salacighia linderi är en benvedsväxtart som först beskrevs av Ludwig Eduard Theodor Loesener och Hermann Harms, och fick sitt nu gällande namn av Ralph Anthony Blakelock. Salacighia linderi ingår i släktet Salacighia och familjen Celastraceae. Inga underarter finns listade.